# Phaeochridius derasus
Phaeochridius derasus is een keversoort uit de familie Hybosoridae. De wetenschappelijke naam van de soort is voor het eerst geldig gepubliceerd in 1880 door Harold.